# Regnault Gastellier
Regnault Gastellier (Saint-Thibault, ? - 1420) est un officier de finances et marchand bourguignon qui a occupé une place importante dans l'entourage de Philippe II de Bourgogne et Jean Ier de Bourgogne.

## Biographie
Originaire de Saint-Thibault, en Auxois, Regnault Gastellier était un homme de condition libre qualifié de bourgeois de Saint Thibault (1390), possédant sans doute une parenté avec Raymonde, épouse de Jean Monnot, riche habitant de Vitteaux.[réf. nécessaire]
Durant sa vie, Regnault Gastellier occupe plusieurs offices prestigieux. Receveur d'Auxois jusqu'en 1399, il entre ensuite à la chambre des comptes du duc à Dijon. Parallèlement à cela, Regnault Gastellier se met aux services de plusieurs favoris du duc de Bourgogne : d'abord Gui VI de La Tremoille et sa femme Marie de Sully, puis Regnier Pot, seigneur de La Prune. Il fut notamment procureur de ce dernier et audita les comptes de sa seigneurie de Vieux-Château.
Il est châtelain de Beaune à partir de 1412.

### Activités marchandes et financières
En plus de ses activités en tant qu'officier de finances, Regnault Gastellier occupa une place importante en tant que marchand de laines (très présente dans l'Auxois, notamment dans la région de Pouilly-en-Auxois) et commerçant en vin. En plus de sa propre production qu'il détenait dans les finages de Semur, Genay, Charentois ou Vitteaux, Regnault Gastellier semble participer activement à l'exportation du vin bourguignon vers Paris. Enfin, grâce à ses entrées au sein de la chambre des comptes à Dijon, ledit Regnault prit une part dans l'approvisionnement en sel des greniers bourguignons.[réf. nécessaire]

### Acquisitions foncières et donations à des fondations pieuses
Regnault Gastellier utilise sa position avantageuse pour acquérir de nombreux biens, faisant de lui « l'un des plus riches propriétaires de l'Auxois » selon l'abbé Collon. Outre des terres (champs, prés, vignes), il possédait des hôtels à Saint-Thibault, Semur-en-Auxois et Dijon. Connu par un document de 1418, celui de Dijon se situait dans la paroisse de Saint-Médard, devant la maison au Singe qui était le siège de la mairie de Dijon.
En plus de cela, Regnault Gastellier se distingua par ses donations aux fondations pieuses comme l'église de Saint-Thibault, le prieuré Saint-Jean-l'Évangéliste de Semur-en-Auxois ou encore dans la Sainte-Chapelle de Dijon.

## Postérité
Anoblis en 1390 par lettres royales de Charles VI, Regnault Gastellier et sa femme ont eu plusieurs enfants qui continuèrent l'intégration de la famille Gastellier dans les rouages de l'appareil administratif bourguignon :
- Pierre Gastellier, époux de Catherine de Courbeton, fille de Jean de Courbeton (maire de Beaune) ; il fut receveur d'Auxois après son père.
- Perrenette Gastellier, épouse de Robert Baudouin, seigneur de Chorey, maire de Beaune en 1412.
- Une fille mariée à Jean Gélinier, maïeur de Dijon en 1393.